# Опсада Туле (1607)
Опсада Туле (1607) била је последњи чин устанка Болотњикова у Русији.

## Увод
Везивање сељака за земљу у Русији крајем 16. века, велика глад 1601-1603. као и безвлашће и пољска интервенција после смрти Бориса Годунова 1605. довели су до стихијског устанка сељака на југу Русије 1606.Смрт Лажног Димитрија била окидач, и легални изговор, за масовну побуну свих слојева у Русији: како међу поробљеним и гладним сељацима, тако и међу осиромашеном ситном властелом, незадовољном бољарским царем Василијем. Под вођством Ивана Болотњикова, војска састављена од сељака, козака и ситне властеле уништила је царску војску августа 1606. код Кроме, а затим поново у септембру код Калуге и Коломне и 7. октобра 1606. опсела Москву. Издана од племића, устаничка војска је 2. децембра потучена под Москвом и натерана да се повуче у Калугу, где је издржала тромесечну опсаду уз помоћ повошких козака Илејке Муромеца ("Лажног Петра"), и у пролеће 1607. заузела Тулу. Кренувши поново на Москву, устаничка војска је у лето 1607. потучена од веће војске цара Василија и опседнута у Тули.

## Опсада
Болотњиков се са око 10.000 устаника повукао у Тулу, коју су 30. јуна 1607. опселе јединице под непосредном царевом командом. Тула је била солидно утврђен град, који су устаници бранили активно-испадима и противнападима. Цар је наредио да се скретањем тока оближње речице град поплави: глад и потапање деморалисали су козачко-сељачку војску, и Болотњиков је принуђен на преговоре. Пошто је молба за помоћ, упућена Лажном Димитрију II остала без одговора,устаници су прихватили обећану амнестију и 10. октобра 1607. предали оружје. Но, цар није одржао реч: "Лажни Петар" обешен је у Москви, а Иван Болотњиков спроведен марта 1608. у Каргопољ где је ослепљен и удављен, како би цар одржао реч да неће пролити крв устаника.

## Последице
Устаници су потучени, а Иван Болотњиков погубљен, али Време Смутње није било готово: преживели устаници придружили су се војсци Лажног Димитрија II, који је у лето 1607. подигао нову побуну против Василија Шујског.